# Johan Hägglund (handskfabrikör)

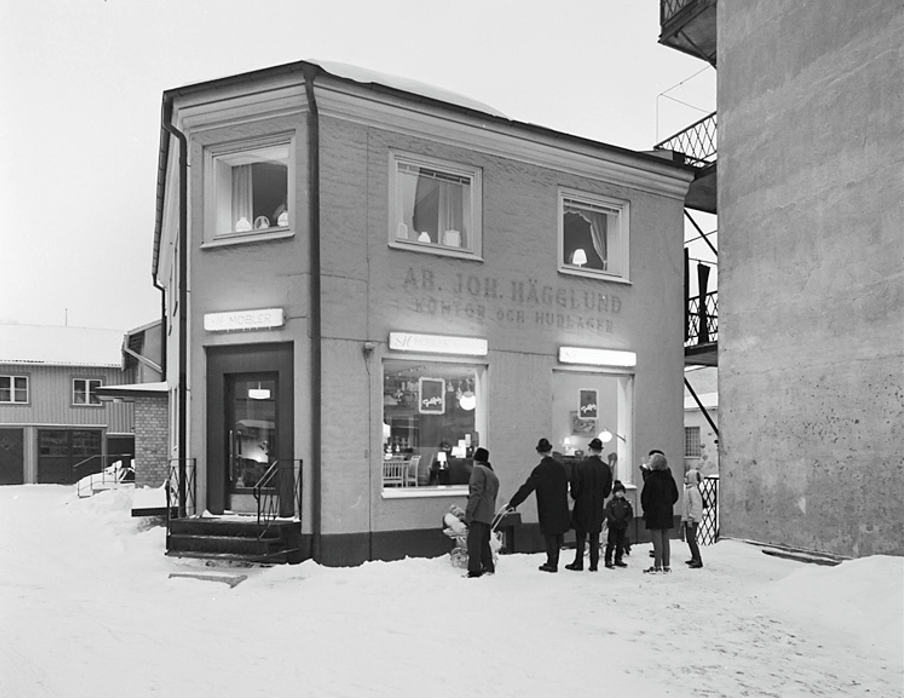
Firmans huvudkontor på Nygatan 16 i Örnsköldsviks stad. Foto taget under skyltsöndag 1944.

Johan Hägglund, född 25 april 1868 i Ovansjö, Arnäs församling, död 13 juni 1920 i Ronneby brunn (tillhörde Arnäs församling och begravdes i Örnsköldsvik) var en svensk fabrikör, grosshandlare och politiker.

## Biografi
Johan Hägglund föddes som son till bonden Olof Jonsson Hägglund (1824–1869) och hans hustru Christina Persdotter (1823–1900). Under de tidiga åren bodde familjen i Övervike. Han gifte sig med Emma Ulrika Strandberg 26 april 1890.
Johan Hägglunds föräldrar levde under mycket små omständigheter och då fadern avled tidigt fick Hägglund försörja sig själv i unga år. Han tog sig bland annat till Härnösand och Sundsvall för att sälja sin mors spunna och vävda linnevaror. I början av 1890-talet bosatte han sig i Järved.
Hägglund arbetade som brädgårdsarbetare på Järveds sågverk, men startade 1895 en mindre tillverkningsrörelse av skinnhandskar som kom att utveckla sig till en av Norrlands största verksamheter av sitt slag, AB Johan Hägglund. Under en tid kom verksamheten att vara en av Örnsköldsviks största privata arbetsgivare.                  Firmans motto kom att lyda: "det ska vara rejäla saker".
Över tid utökades verksamheten till att innefatta skor, pjäxor, strumpor, skinnvaror, risslor, slädpälsar, skidor och stavar. Under de tidiga åren i Järved verkade Hägglund som ledamot i Järveds handelsaktiebolag. Etableringen av järnväg till Örnsköldsvik 1892 underlättade handeln avsevärt och bidrog till firmans expansion, även utanför landets gränser. 1915 öppnade verksamheten en filial i Örnsköldsvik på Nygatan 6. 
Hägglund var utanför den egna firman även verksam som kommunalpolitiker: ordförande i Arnäs kommuns livsmedelsnämnd, ledamot i taxeringsnämnden samt vice ordförande i kommunalnämnden.
I Örnsköldsviksutställningen 1916 tilldelades företaget silver- och bronsmedalj för sina produkter samt utställningens hederspris. Kung Gustav V beställde handskar av Hägglund under sitt besök.
Hägglund uppskattade friluftslivet vilket återspeglade sig i firmans produkter och var drivande i att bygga fritidshus i området Mattjäl där han skaffade sig ett större markområde 1918. Här hölls återkommande representation och personalutflykter, dit man oftast tog sig med turbåt.

## Barnen tar över
Efter ett antal år med sviktande hälsa avled Hägglund 1920. Företaget hade då ett 40-tal anställda. Flera av de åtta barnen hade tidigt fasats in i verksamheten, varför sönerna Hjalmar, Karl, John och Ture fortsatte driva firman vidare, med Hjalmar som VD och Karl som produktionsansvarig.
Skor hade tillverkats sedan 1906 men för att öka produktionstakten byggdes en skofabrik 1923 som togs i full drift året efter, och kom som mest att sysselsätta ett sextiotal arbetare i Järved. Senare tillkom ett stickeri med ca åtta anställda på fabriken. Produktionen omfattade nu även sportstrumpor, lovikkavantar, sockor, mössor och halsdukar. Skofabriken byggdes ut 1935 samt 1943 för att möta efterfrågan.
Efter ett handelsutbyte med en schweizisk firma 1924 fick fabriken ett par skidskor att göra en svensk modell av, genom att anpassa skons läst till svenska förhållanden. Denna modell blev en försäljningssuccé och AB Joh. Hägglund blev därmed först i Sverige att introducera den schweiziska skidpjäxan.
Ett hundratal kvinnor arbetade på ackord som brodöser och hemstickerskor med stickmaskiner i sina hem. Ytterligare anställda fanns i ett garveri i Sidensjö som övertagits 1917. Huvudkontoret och skinnlager flyttades år 1922 från Järved till en förvärvad kvartersfastighet på Nygatan 16 i centrala Örnsköldsvik. Under 1980-talet såldes fastigheten till kommunen och det nya kommunhuset uppfördes på adressen.
Produktionen hade ett tydligt kvalitetsfokus, vilket bl.a. resulterade i att Sven Hedins fjärde Asienexpedition (1927–1935) utrustades  med kängor från AB Joh. Hägglund och inför olympiska vinterspelen 1936 utrustades den svenska OS-truppen i Garmisch-Partenkirchen med skidpjäxor. Skidtruppen tog både guld, silver samt brons iförda Hägglunds skidpjäxor.
Vid 1940-talets mitt producerades årligen cirka 50 000 par skor, 75 000 par handskar för civilt och militärt bruk samt 170 000 par raggsockor, sportstrumpor och vantar. Företaget hade då över 200 anställda, varav ungefär hälften arbetade hemifrån på ackord.

## Försäljning av bolaget och eftermäle
Företaget såldes 1954 till Hjalmar Hägglunds änka och till disponent Knuth Östlund, som var kontors- och försäljningschef i företaget. Drivande skäl till försäljningen var utmaningar med successionsövertagande inom familjen samt att tillverkning av skor och handskar strukturellt försköts till södra Europa (och senare Asien) på grund av lägre tillverkningskostnader där. Tyngdpunkten i produktionen kom därför på 1960-talet alltmer att ligga på säkerhetsskor med ståltåhätta och stålgelänk.
Johan Hägglunds son Karl Hägglund lämnade företaget 1954 och fortsatte med egen verksamhet inom handsktillverkning.   
I samband med textilkrisen i Sverige på 1970-talet avvecklades all produktion av skor och stickade varor. Företaget fortsatte huvudsakligen som agentur för skinn och hudar fram till Knuth Östlunds bortgång 2001.
Kristina Sandbergs romantrilogi om hemmafrun Maj, Att föda ett barn, är baserad på Johan Hägglunds barn och deras familjer.  
Handsktillverkningen har fortsatt i fjärde generationen under varumärket Järvhandsken.

## Galleri

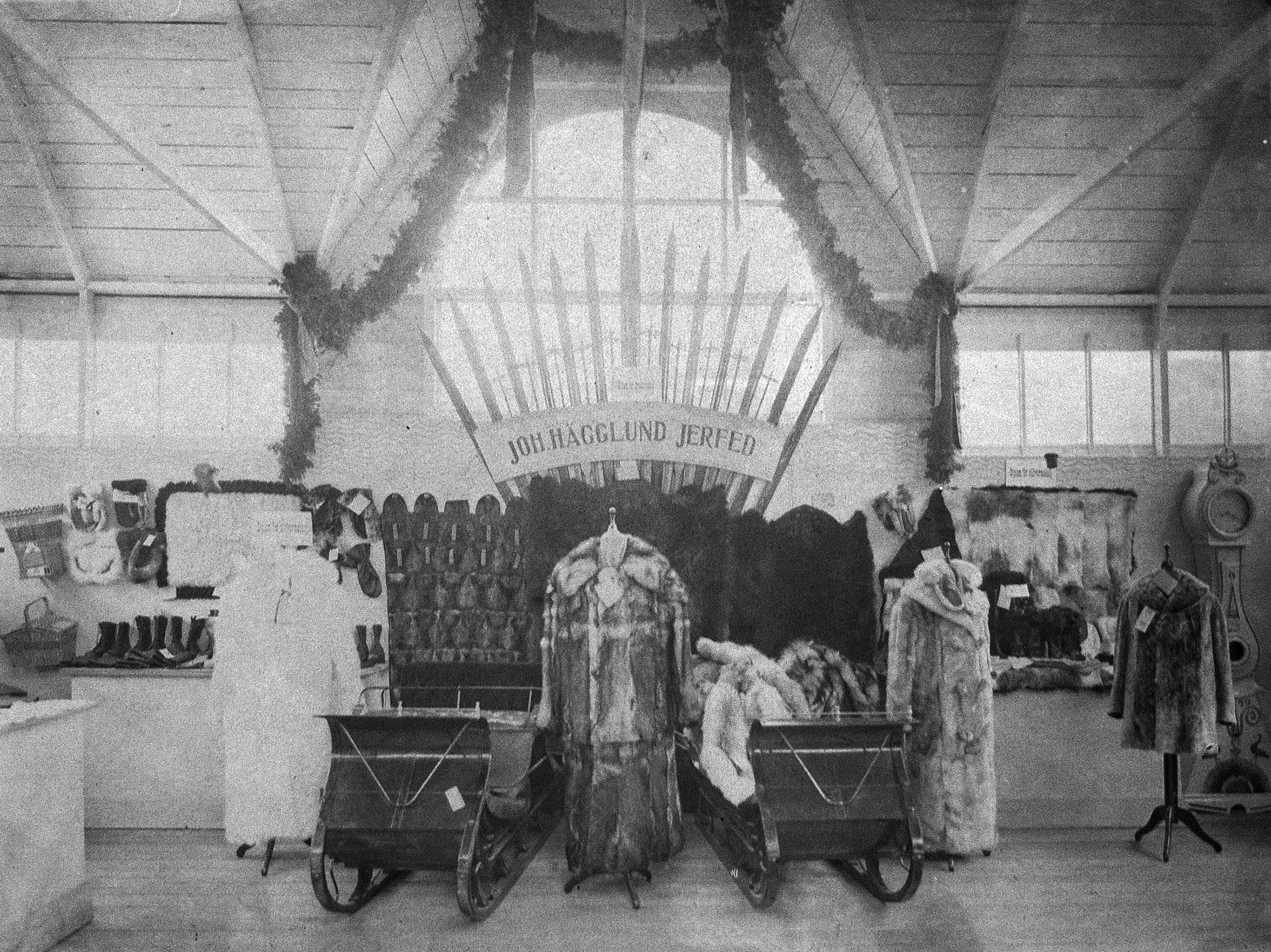
Firmans utställning 1916.
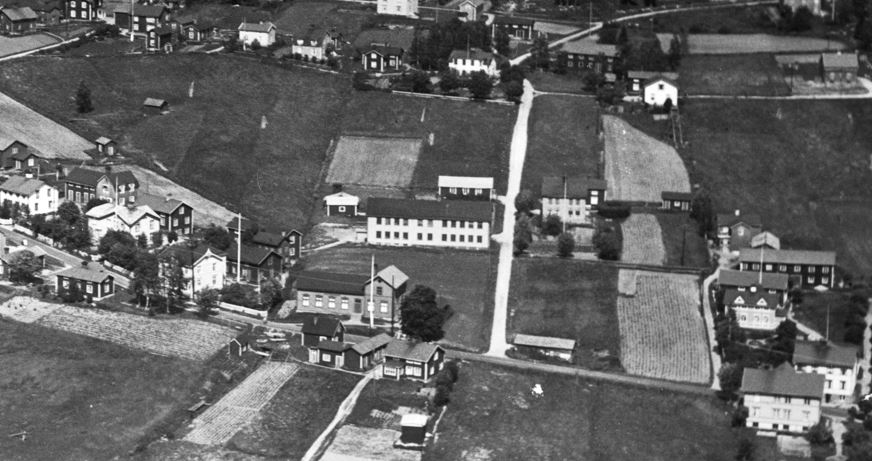
Skofabriken i vit färg i bildens mitt, 1930-tal.
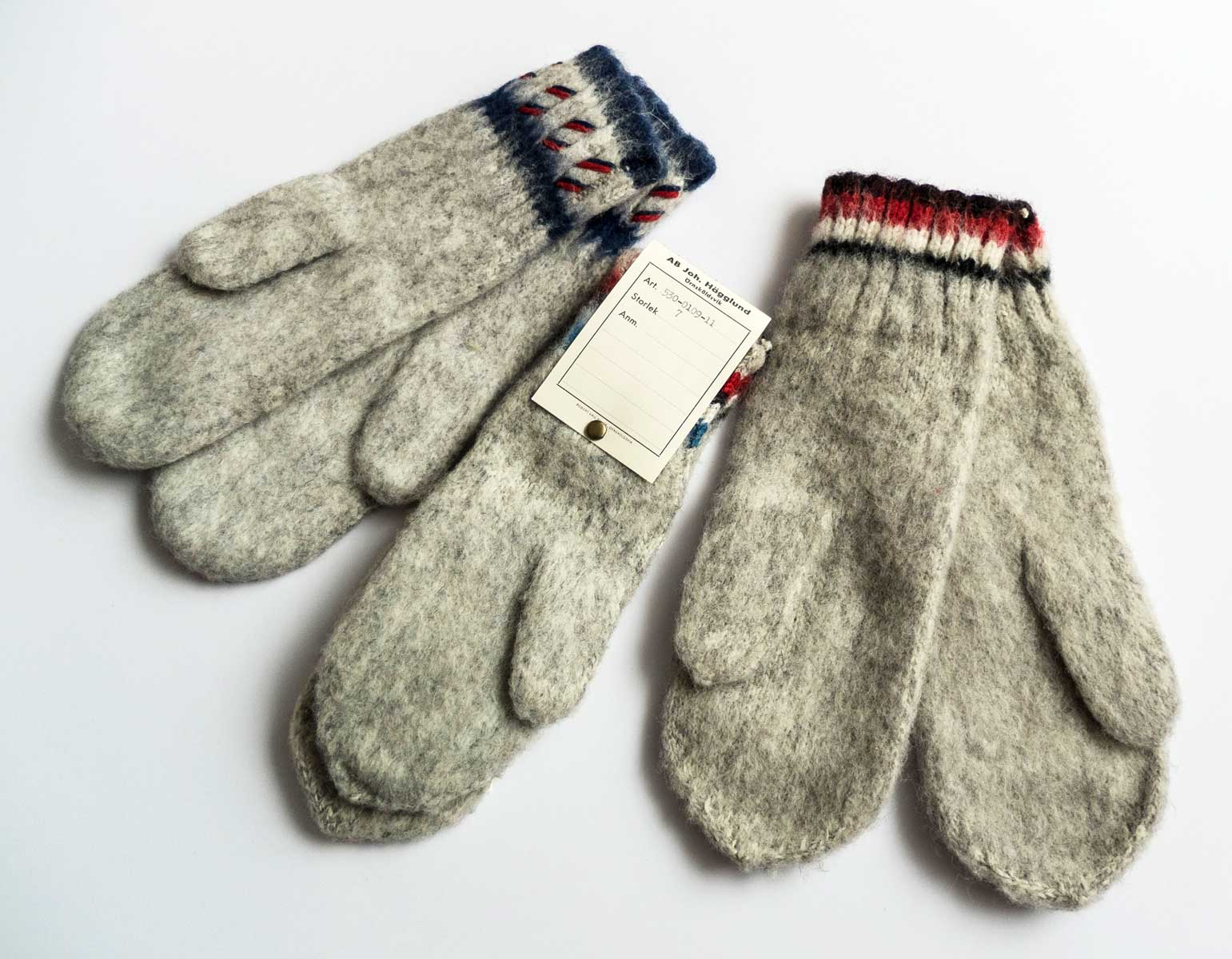
Barnvantar av "lovvika"-typ.
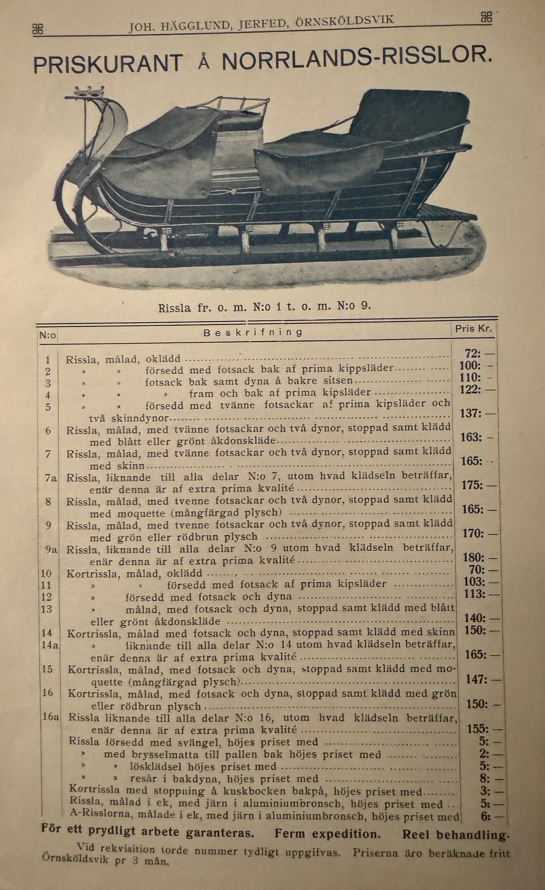
Priskurant 1913.
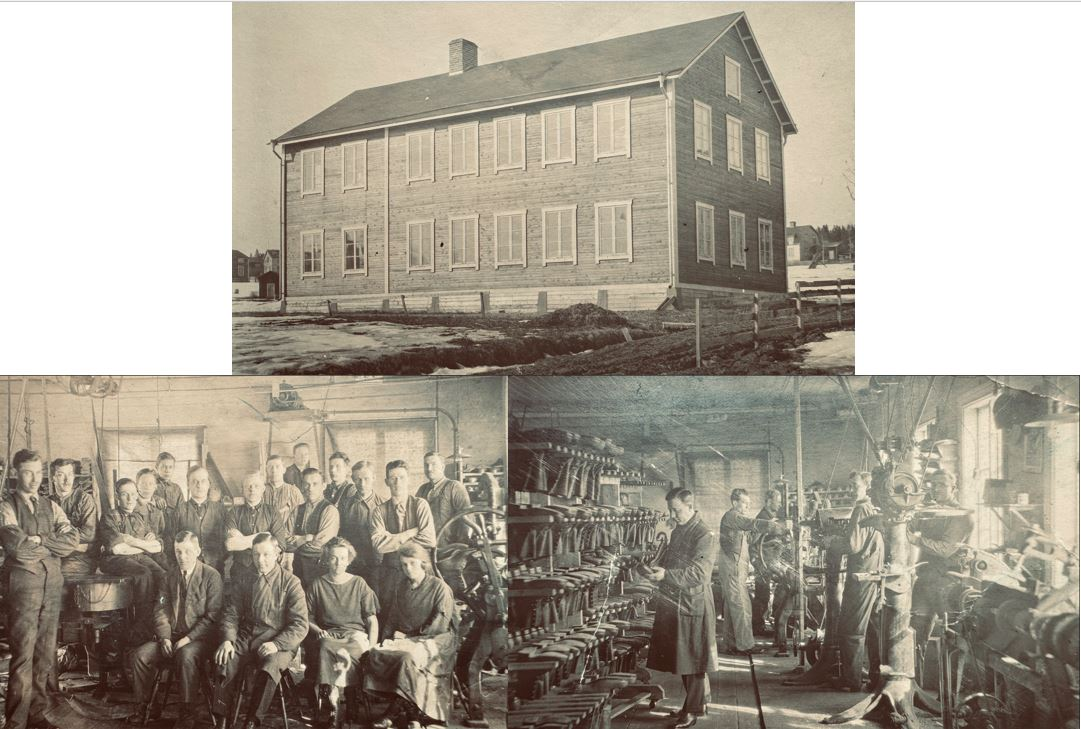
Exteriör och interiör av skofabriken vid uppförandet, 1924. Karl och Hjalmar sittande till vänster.
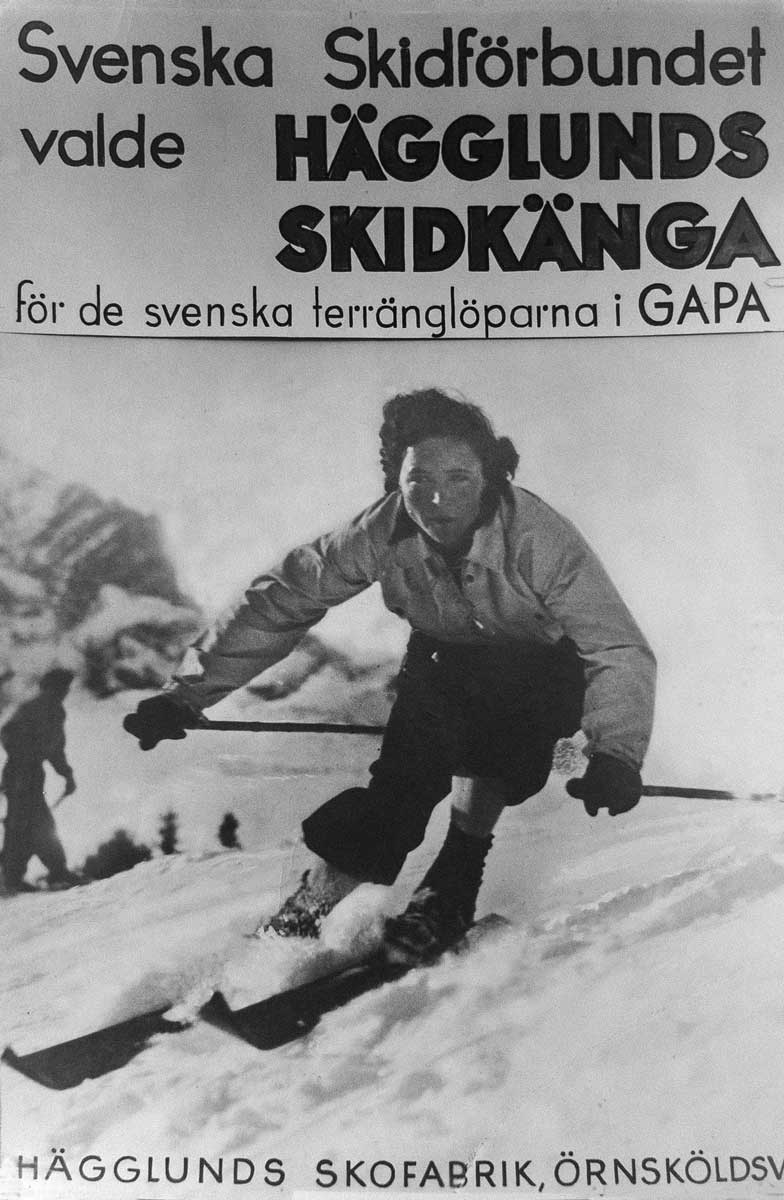
Annons för kängorna i Garmisch-Partenkirchen under 1930-talet.
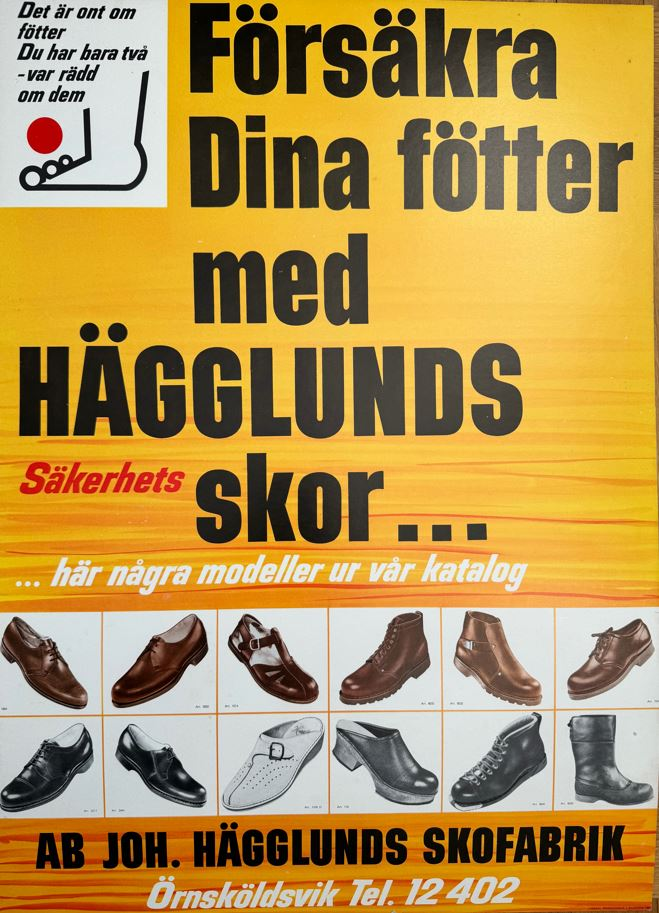
Reklamskylt 1960-tal.
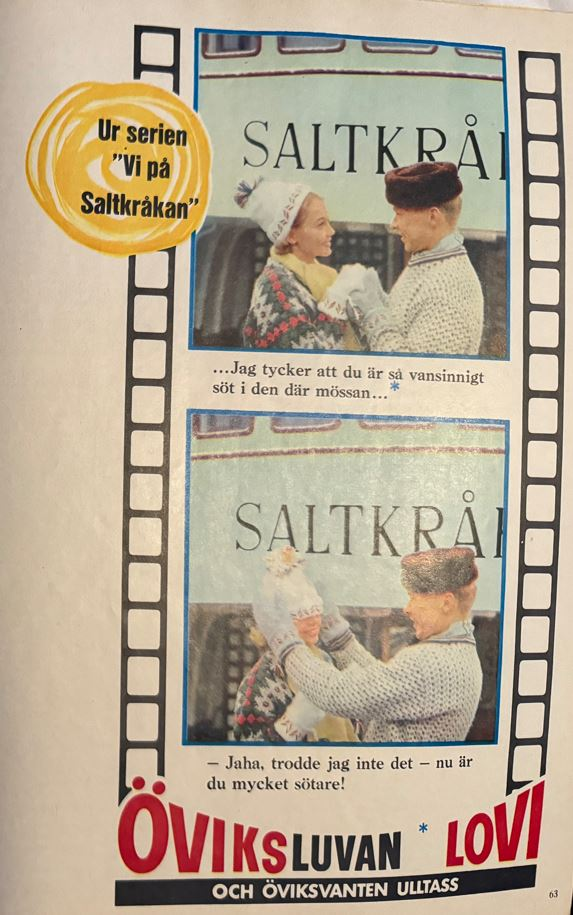
Annons i Svensk Damtidning 1964.